# Championnat des Îles Turques-et-Caïques de football 2000
Navigation
MFL Super 4s 1999 MFL Super 4s 2001
La saison 2000 de MFL Super 4s est la 2e édition du Championnat des Îles Turques-et-Caïques de football.
Le championnat oppose quatre clubs des Îles Turques-et-Caïques en une série de six rencontres jouées durant la saison de football. Les quatre clubs participants au championnat sont confrontés à deux reprises aux trois autres. La compétition débute le 24 janvier 2000 et se termine le 9 mai 2000.

## Compétition

### Classement
Le classement est établi sur le barème de points classique (victoire à 3 points, match nul à 1, défaite à 0).
| Rang | Équipe       | Pts | J | G | N | P | Bp | Bc | Diff |  | Résultats (▼ dom., ► ext.) | Mast | Beac | Sans | Prov |
| ---- | ------------ | --- | - | - | - | - | -- | -- | ---- |  | -------------------------- | ---- | ---- | ---- | ---- |
| 1    | Masters FC   | 16  | 6 | 5 | 1 | 0 | 29 | 12 | +17  |  | Masters FC                 |      | 5-4  | 3-2  | 2-2  |
| 2    | Beaches FC   | 10  | 6 | 3 | 1 | 2 | 19 | 16 | +3   |  | Beaches FC                 | 2-8  |      | 3-1  | 3-2  |
| 3    | Sans Complex | 4   | 6 | 1 | 1 | 4 | 10 | 24 | -14  |  | Sans Complex               | 1-6  | 0-7  |      | 3-3  |
| 4    | Provo FC     | 3   | 6 | 0 | 3 | 3 | 12 | 18 | -6   |  | Provo FC                   | 1-5  | 2-2  | 2-3  |      |